# Nectandra longipetiolata
Nectandra longipetiolata är en lagerväxtart som beskrevs av H. van der Werff. Nectandra longipetiolata ingår i släktet Nectandra och familjen lagerväxter. Inga underarter finns listade i Catalogue of Life.